# القوات المسلحة الكولومبية
القوات المسلحة الكولومبية وهي القوات الرسمية التي تحمي كولومبيا والقائد العام لها هو الرئيس الكولمبي و القائد الثاني هو وزير الدفاع، وتتألف القوات من القوات البرية الكولومبية الوطنية ومن القوات الجوية الكولومبية الوطنية ومن قوات المشاة البحرية الكولومبية الوطنية ومن القوات البحرية الكولومبية الوطنية ومن الشرطة الوطنية الكولومبية ويبلغ عدد القوات  حوالي 875 ألف جندي ومن الحروب التي شاركت بها هذه القوات هي حرب الألف يوم و الحرب الكولومبية البيروفية و الحرب الكورية ولا تزال تقاتل في النزاع الكولومبي منذ سنة 1964.

## معرض صور

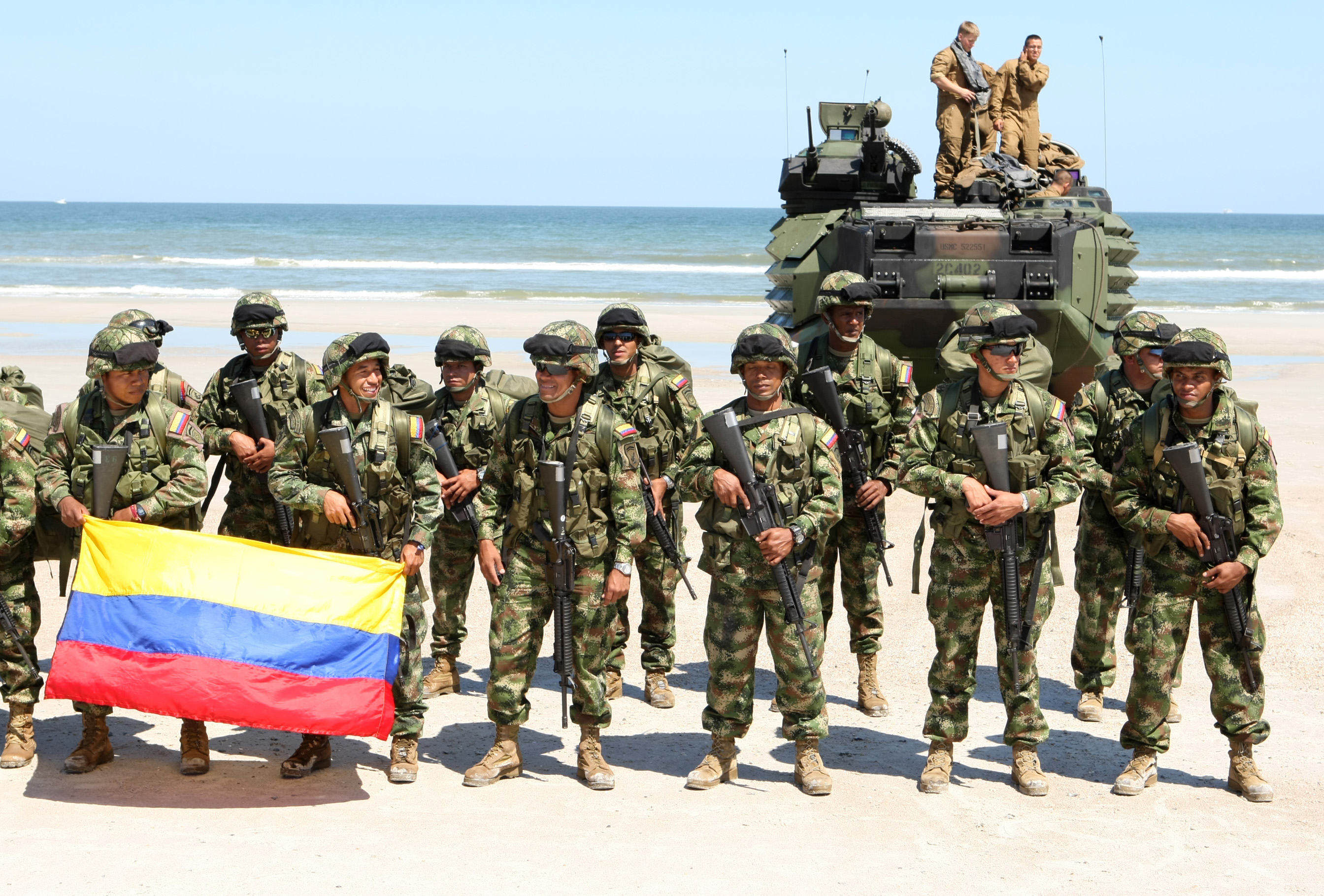
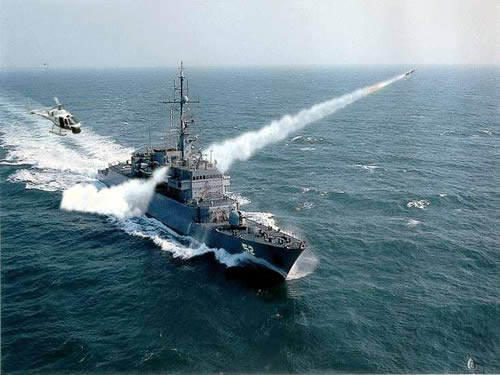
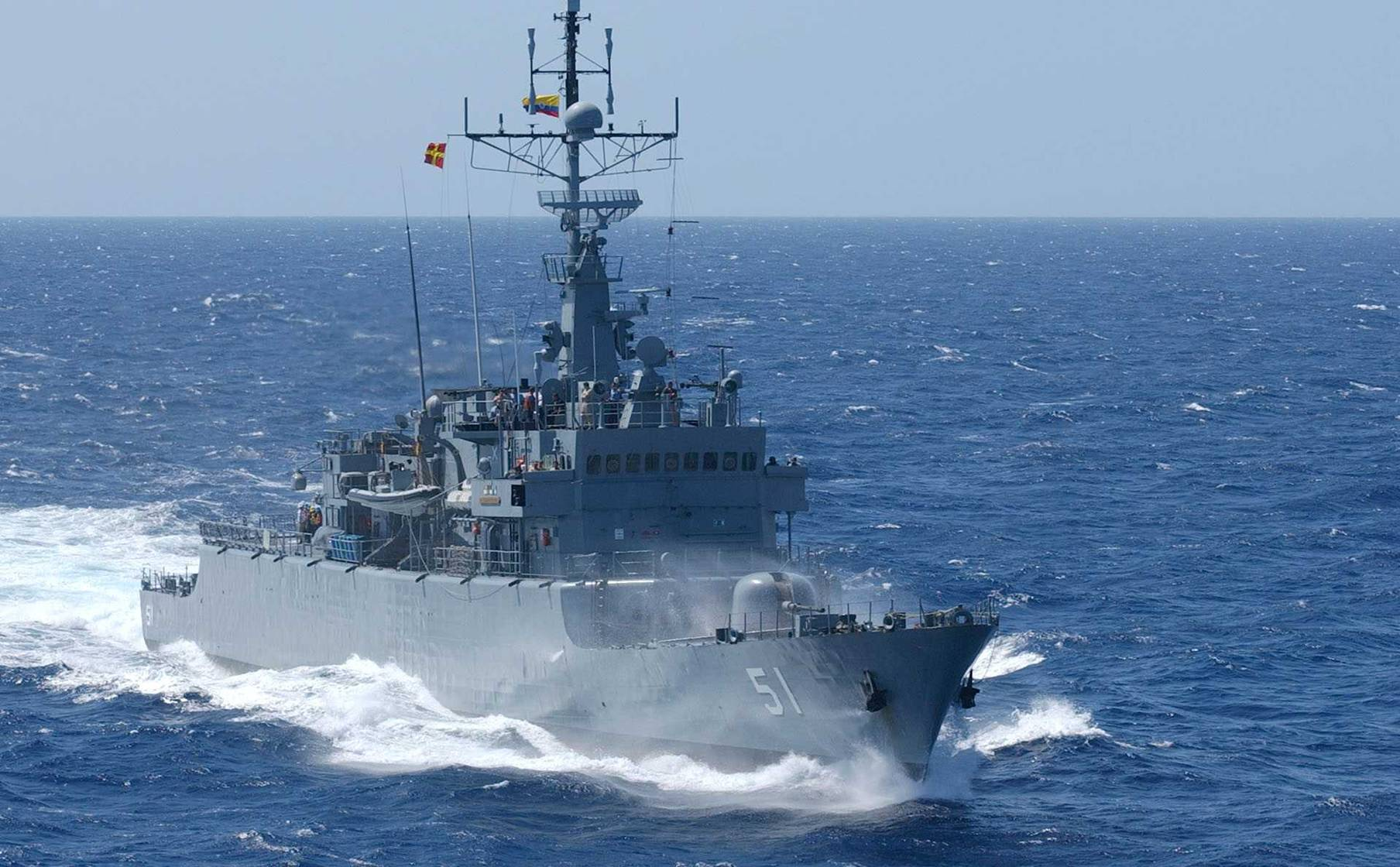
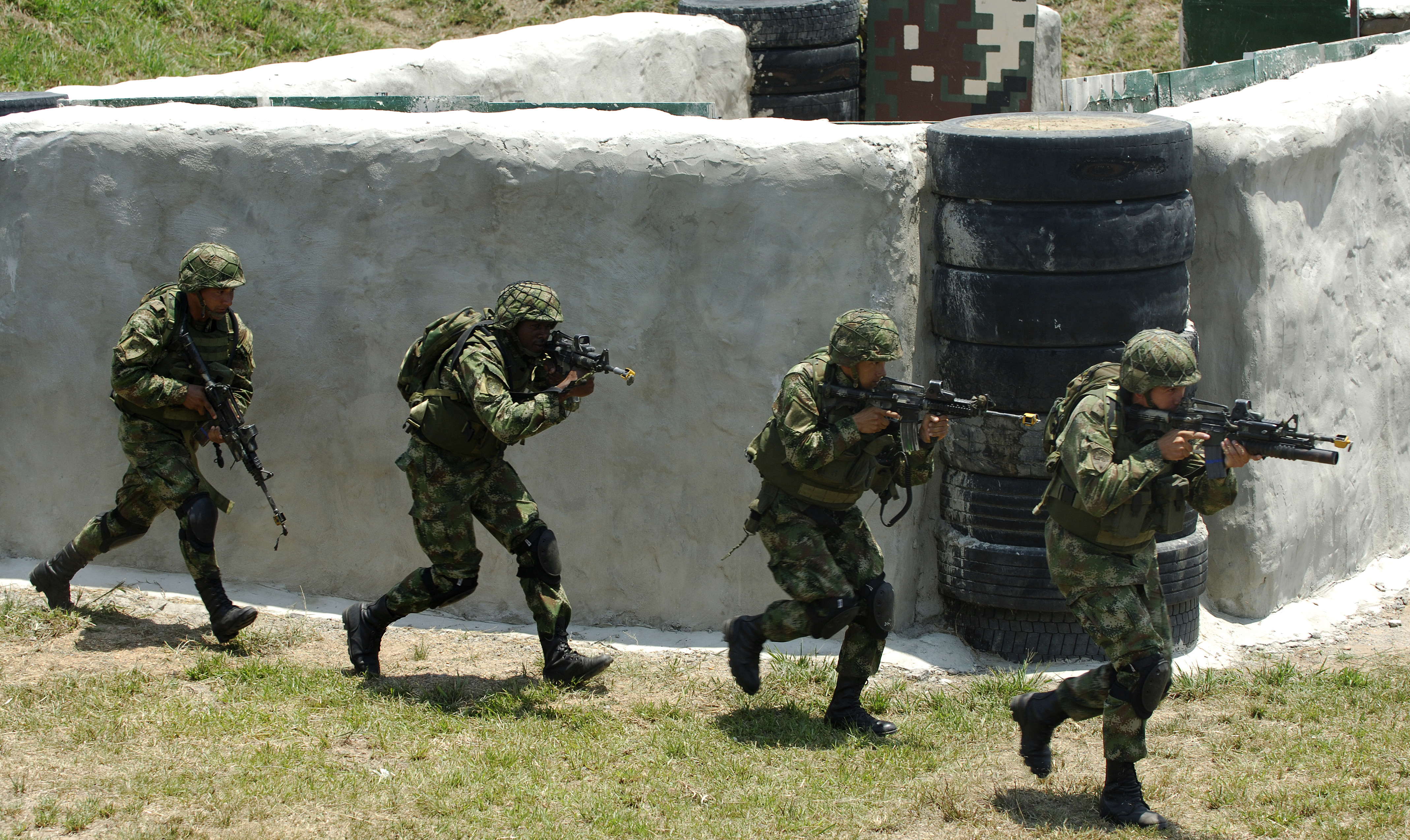
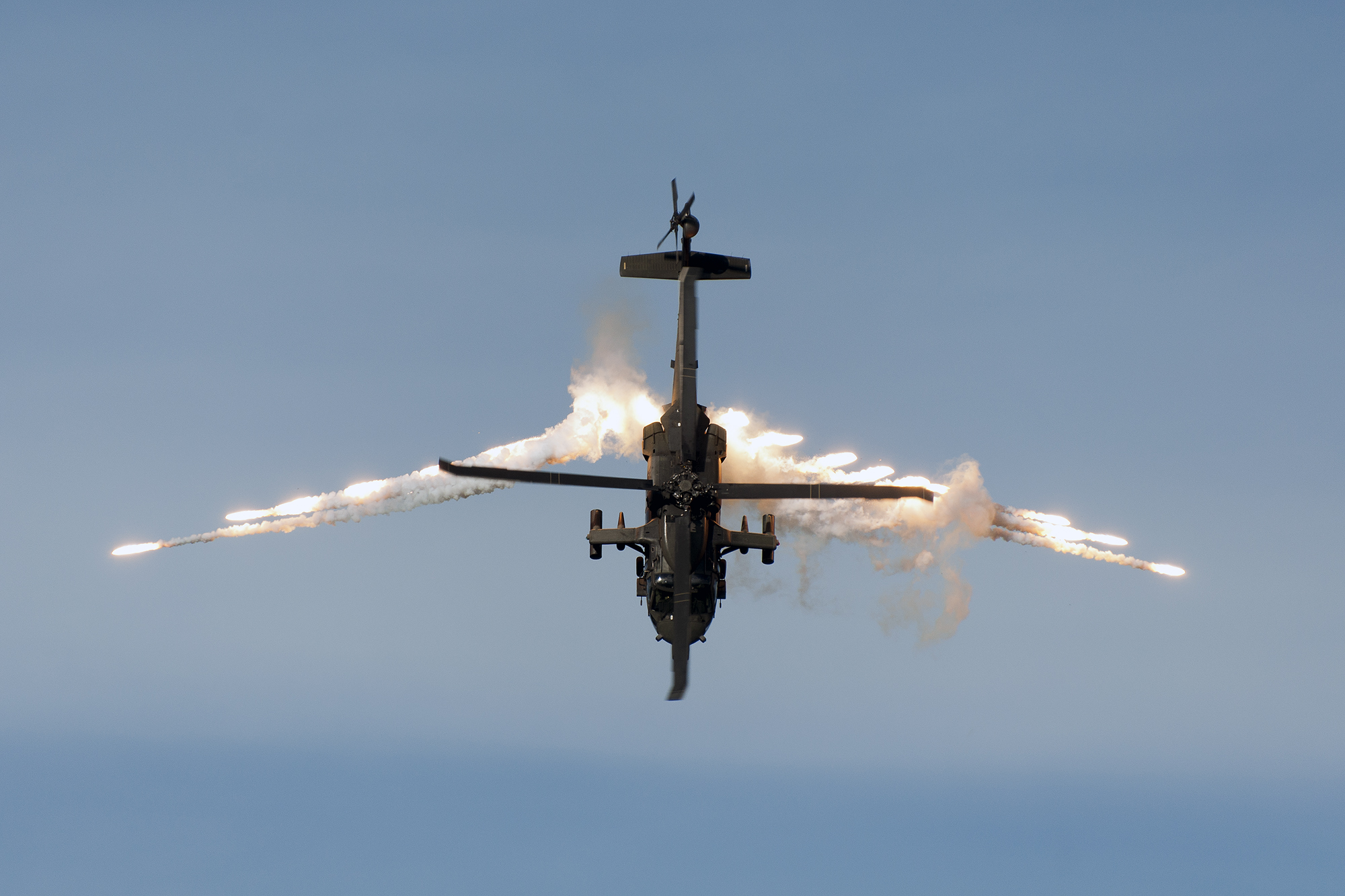